# Иван Метев
Иван Метев Христов е първият български дипломиран текстилен инженер.
Роден е на 21 март 1889 г. в гр. Габрово. Син е на габровския фабрикант Метю Христов-Чехлар (1845-1913) и Минка Лалева Трингова от Казанлък. Брат е на Ганка Зафирова, Христо Метев, Лалю Метев, майор Димо Метев, Георги Метев, Сийка Марокинджиева-Грекова и Радка Стефанова.
Учи в родния си град и през 1909 г. заминава за гр. Вервие (Белгия) да следва текстилно инженерство. Завършва с отличие и е признат за първия дипломиран текстилен инженер в България.
Мобилизиран е за Балканската война. На 16 юни 1913 г., само 1 мес. след демобилизацията в Междусъюзническата война, той е убит като редник при гр. Щип в Македония.